# Resolució 1270 del Consell de Seguretat de les Nacions Unides
La Resolució 1270 del Consell de Seguretat de les Nacions Unides fou adoptada per unanimitat el 22 d'octubre de 1999. Després de recordar les resolucions 1171 (1998), 1181 (1998), 1231 (1999) i 1260 (1999) sobre la situació a Sierra Leone, i la 1265 (1999) sobre la protecció dels civils en conflictes armats, va establir la Missió de les Nacions Unides a Sierra Leone (UNAMSIL) per ajudar en la implementació de l'Acord de Pau de Lomé.
El govern de Sierra Leone i els rebels al país havien pres mesures importants per implementar l'acord de pau del 7 de juliol de 1999 a Lomé. Hi havia preparatius per al desarmament, desmobilització i la reinserció d'excombatents, incloent els nens soldats. El Front Revolucionari Unit (RUF), les Forces de Defensa Civil, les antigues Forces Armades de Sierra Leone/Consell Revolucionari de les Forces Armades (AFRC) i tots els altres grups armats van ser convocats a entregar les seves armes. Mentrestant, el Consell va lamentar la presa d'ostatges, inclosos els membres de la Missió d'Observació de les Nacions Unides a Sierra Leone (UNOMSIL) i el Grup de Monitorització de la Comunitat Econòmica d'Estats de l'Àfrica Occidental (ECOMOG) per grups rebels.
El Consell de Seguretat va establir la UNAMSIL per un període de sis mesos amb el següent mandat:
(a) cooperar amb el govern de Sierra Leone i altres parts de l'Acord de Pau de Lomé;
(b) assistir al desarmament, la desmobilització i la reintegració (d'uns 45.000 soldats rebels);
(c) establir una presència a les ubicacions clau del país;
(d) garantir la seguretat i llibertat de moviment del personal de les Nacions Unides;
(e) controlar l'adhesió a l'acord d'alto el foc;
(f) fomentar el desenvolupament de mecanismes de creació de confiança;
(g) facilitar el lliurament d'assistència humanitària;
(h) donar suport a operacions del personal de les Nacions Unides;
(i) donar suport a les eleccions a Sierra Leone.
La missió consistirà en fins a 6.000 soldats, inclosos 260 observadors militars, i prendria les tasques de l'operació anterior de la UNOMSIL que es va rescindir després de la creació de la UNAMSIL, a més de participar al costat d'ECOMOG. A més, en virtut del Capítol VII de la Carta de les Nacions Unides, el Consell va autoritzar la missió a adoptar les mesures necessàries per a la seva pròpia seguretat per garantir la llibertat de circulació del seu personal i protegir els civils contra les amenaces directes.
La resolució també va assenyalar que els refugiats havien de poder tornar a casa, l'ajuda humanitària addicional era essencial i era important abordar les necessitats dels nens afectats pel conflicte. Finalment, es va demanar al secretari general Kofi Annan que informés cada 45 dies sobre el procés de pau.